# アラウンドビューモニター

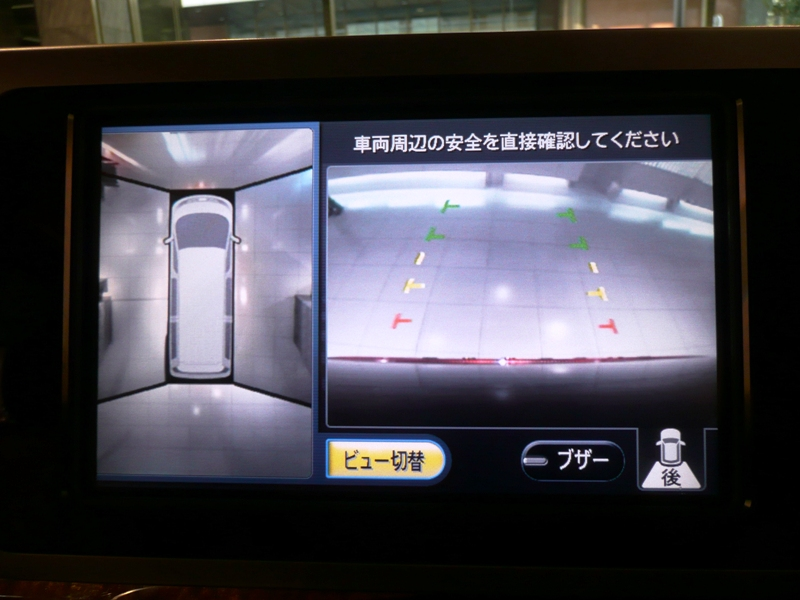
アラウンドビューモニターの画面（エルグランド）

アラウンドビューモニターは、日産自動車が2007年に開発したパーキングアシストシステムである。2014年からテレビCMを放映。2016年からは日産・インテリジェントモビリティによる装備に組み込まれている。

## 概要
構造としては車体の4箇所（フロント、左右ドアミラー、リヤ）に設置された超広角カメラから得た映像情報をもとに、画像処理用の専用LSIを用いて、あたかも車両上方から見下ろしたような映像に加工して表示することで、車と路面の駐車枠の関係をブザー音とともに確認出来る仕組みとなっている。
このシステムの採用より、死角の多いミニバンでも縦列駐車や狭地駐車のコース取りが分かりやすくなるとともに、車庫入れもより安全かつスムーズに行うことが可能となっている。
2005年に日産、Xanavi（現・フォルシアクラリオン・エレクトロニクス）、ソニーで共同開発を開始し、ソニーが開発した130万画素のCMOSセンサーと超広角180度・高解像度レンズを搭載したカメラ、Xanaviの俯瞰画像変換技術を取り入れたコントローラが搭載されている。

### 改良型

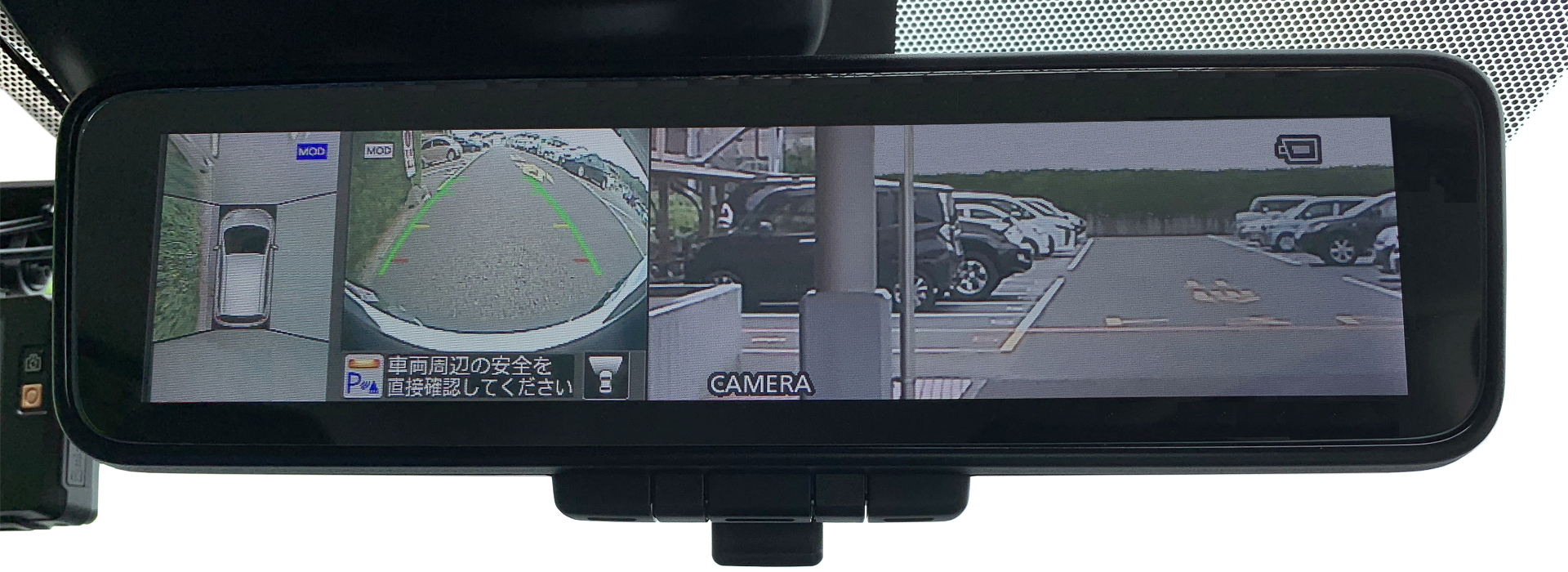
インテリジェントルームミラーのアラウンドビューモニター画像（ノート e-POWER）

スカイラインクロスオーバーに搭載された改良型には、「駐車ガイド機能」、「フロント/リアワイドビュー機能」、「ナビ連動フロントワイドビュー機能」が追加された。駐車ガイド機能は駐車手順を画面と音声の両方で案内する。フロント/リアワイドビュー機能は前後の約180度の範囲を画面に映し出す機能で、特にリアワイドビューについては世界初であった。3つ目のナビ連動フロントワイドビュー機能は、前述のフロントワイドビュー機能を、事前にナビに登録した場所で自動的に表示する機能である。
なお、すでにアラウンドビューモニターを採用していたエルグランドとセレナもフルモデルチェンジに伴い、スカイラインクロスオーバーと同じ改良型に換装された。
エルグランドにおいては2011年の改良時に世界初となる「移動物検知機能（Moving Object Detection、略称：MOD）」を追加。同機能は車両周囲に歩行者や買い物カートなどの移動物を検知し、モニター画面表示と音でドライバーに知らせるシステムとなっている。これにより、駐車スペースから発進する際などの安心感を高めると同時に「駐車ガイド機能」にはこれまで手動で設定していた目標駐車枠をクルマが自動で白線を認識して設定する機能を追加し、利便性を向上させた。また、トップ画面でもタイヤの切れ角や予想進路線を表示させることで、よりスムーズな駐車を可能としている。
コンパクトカーでは、2012年9月にフルモデルチェンジするノートの最上位グレード・メダリストに初めて搭載される（X系グレードもメーカーオプションで設定）。ベース車がオーディオレス車であるため、自動防眩ルームミラーの中に内蔵されたモニタに映し出すタイプ（ディーラーオプションナビ一部機種のモニターに映し出すことも可能）になっている。なお、当初はエルグランドに搭載されている「移動物検知機能」等の一部機能が省略されていたが、のちの改良で同機能も搭載された。
軽自動車では、2013年6月に発売されたデイズの一部グレードに標準装備された。ノート同様、自動防眩ルームミラーの中に内蔵されたモニタに映し出すタイプである。後にデイズシリーズの共同開発相手かつ製造元である三菱自動車工業のeKシリーズにも「マルチアラウンドモニター（バードアイビュー機能付）」として標準装備あるいはメーカーオプションで装備できるようになった。なおMODは非搭載である。

### インテリジェントパーキングアシスト
アラウンドビューモニターの画像を応用して、駐車枠までステアリングを自動操作するシステム。ナビタッチ、及びスイッチ操作で止める向き、枠の訂正、開始などが出来る。操作は枠の微調整が必要。搭載車種は以下を参照。

## 採用車種
- ☆はルームミラーもしくはメーター内蔵タイプ（一部のディーラーオプションのナビでモニターに写すことも可能）[注釈 1]。
- ▲はカーウイングスナビ（NissanConnect）に表示するモデル。または、独自モニター。
- ●は一部標準装備のグレードあり・あるいは全車種標準装備（特別仕様車を除く）。
- ◆は移動物検知機能（MOD）が省略。
- ■はインテリジェントパーキングアシスト/プロパイロット パーキング搭載車。
- 軽自動車のデイズ/ルークス/サクラとeKシリーズはいずれも三菱自動車工業製。両社の合弁企業であるNMKVを通じた共同開発のため、日産が三菱に技術提供した格好で、三菱における単独開発車種にも「マルチアラウンドモニター」として搭載されるようになった。

### 現在の搭載車種
| 車名                           | 型式          | 備考                                                            |
| ------------------------------ | ------------- | --------------------------------------------------------------- |
| エルグランド                   | E52●▲         | ナビでのブザー操作が可能。MOD搭載したモデルではシステム初搭載。 |
| セレナ                         | C28☆▲●■       | プロパイロット パーキング搭載モデルもあり。                     |
| ノート                         | E13☆▲         |                                                                 |
| ノート オーラ                  | FE13▲●        |                                                                 |
| リーフ                         | ZE1▲■         | プロパイロット パーキング搭載                                   |
| デイズ                         | AA1☆ (BW40)   | 三菱自動車・eKワゴン/eKクロスにも搭載。                         |
| ルークス                       | BA1☆ (BW)     | 三菱自動車・eKスペース/eKクロス スペースにも搭載。              |
| サクラ                         | KE0☆▲● (B6AW) | 三菱自動車・eKクロスEVにも搭載。 プロパイロット パーキング搭載  |
| アリア                         | FE0●■▲        | プロパイロット パーキング搭載                                   |
| エクストレイル                 | T33●■▲        | NissanConnectナビに表示、プロパイロット パーキング搭載          |
| キックス                       | P15☆●         |                                                                 |
| スカイライン                   | V37●▲         | NissanConnectナビの上画面に表示。                               |
| パラメディック(救急車)         | CS8E26♦︎▲      | オプションとして搭載可能。                                      |
| NV350キャラバン 幼児通園専用車 | E26♦︎▲         | オーテック扱いオプションとして搭載可能。                        |

#### 三菱自動車工業「マルチアラウンドモニター」
| 車名                     | 型式           | 備考 |
| ------------------------ | -------------- | --- |
| 三菱・eKクロス           | B34/35/37/38W☆ | デイズ ハイウェイスターの共同開発車だが製造事業者は三菱名義。 「先進安全パッケージ」のセットで全車にメーカーオプション。 |
| 三菱・eKワゴン           | B33/36W☆       | デイズの共同開発車だが製造事業者は三菱名義。 現行モデルはGに「デジタルルームミラー」とセットでメーカーオプション。 |
| 三菱・eKスペース         | B11A☆♦︎         | デイズルークス/デイズルークス ハイウェイスターの共同開発車だが製造事業者は三菱名義。 「マルチアラウンドモニター（バードアイビュー機能付）」としてメーカーオプションで設定。 |
| 三菱・ekスペースカスタム | B11A☆♦︎         | デイズルークス/デイズルークス ハイウェイスターの共同開発車だが製造事業者は三菱名義。「マルチアラウンドモニター（バードアイビュー機能付）」としてメーカーオプションで設定。 |
| 三菱・アウトランダーPHEV | GG2W ☆●♦︎       | 2015年6月の改良で、上記のeK/eKスペース/デイズ/デイズルークスのルームミラーを流用し、G Safety Packageに「マルチアラウンドモニター（バードアイビュー機能付）」として標準装備。 ナビゲーション装着グレードではこのルームミラーは装着されず、ナビ画面に表示される形となる（後述）。 日産向け姉妹車は存在しない。 |
| 三菱・アウトランダー     | GF8W/GF7W ●♦︎   | 2017年2月の改良で、アウトランダーPHEV（上述）から更に転用する形で、スマートフォン連携ディスプレイオーディオ、及び7インチWVGAディスプレイメモリーナビゲーションとセットで設定（「G Navi Package」では標準装備）。 日産向け姉妹車は存在しない。                                                                |
| 三菱・エクリプスクロス   | GK1W▲          | スマートフォン連携ディスプレイオーディオ、及び7インチWVGAディスプレイメモリーナビゲーションとセットで「マルチアラウンドモニター（バードアイビュー機能付）」として「M」を除く全車にメーカーオプションで設定。 日産向け姉妹車は存在しない。                                                                    |

### 過去の搭載車種
| 車名                                         | 型式          | 備考 |
| -------------------------------------------- | ------------- | --- |
| エルグランド                                 | E51♦︎▲         | 後期型より採用。これが世界初の採用となった。 |
| セレナ                                       | C25♦︎▲         | 後期型より採用。20Gとハイウェイスターにメーカーオプション。 |
| セレナ                                       | C26☆          | 後期型よりルームミラー内蔵タイプへ変更。OEM車のスズキ・ランディにも後期より採用。 |
| セレナ                                       | C27☆■         | パーキングアシスト搭載モデルもあり。 |
| スズキ・ランディ                             | SC26☆         | セレナのOEM、SC26後期より。 SC26は2.0Gにメーカーオプション、SC27は全車標準装備。スズキが開発した「全方位モニター」シリーズの一つとして搭載されていた。 |
| スズキ・ランディ                             | SC27☆●        | セレナのOEM、SC26後期より。 SC26は2.0Gにメーカーオプション、SC27は全車標準装備。スズキが開発した「全方位モニター」シリーズの一つとして搭載されていた。 |
| ノート                                       | E12☆          | 2013年12月以降のモデルより移動物検知装置を採用。 |
| スカイラインクロスオーバー／インフィニティEX | J50▲          | 販売終了。日本国以外の販売となった。 |
| リーフ                                       | ZE0♦︎▲         | 中期型より採用。 |
| ジューク                                     | F15☆          | 2014年7月のマイナーチェンジで、全グレードにメーカーオプション設定。 |
| フーガ                                       | Y51●▲         | 2015年2月のマイナーチェンジで、Aパッケージ系グレードを除く全グレードに標準装備。 |
| シーマ                                       | Y51●▲         | 2017年6月のマイナーチェンジで、全グレードに標準装備。 |
| ティアナ                                     | L33●▲         | NissanConnect標準グレードに搭載。 |
| シビリアン                                   | W41♦︎▲         | オートワークス京都扱いオプション。 |
| いすゞ・ジャーニー                           | W41♦︎▲         | シビリアンのOEM。オプションがそのまま流用。 |
| パラメディック(救急車)                       | GE50♦︎▲        | 架装オプションとして搭載可能。 |
| アトラスF24(マルチビューモニター)            | F24●♦︎▲        | 特装車のドライバン、冷凍バン、冷蔵バンにトラック用のアラウンドビューモニター、マルチビューモニターとして搭載。 |
| デイズ                                       | AA0☆●♦︎ (B21W) | 三菱自動車・eK（3代目）にも搭載。 |
| 三菱・eKカスタム                             | B11W ☆●♦︎      | デイズ ハイウェイスターの共同開発車だが製造事業者は三菱名義。 2014年6月の改良でG/Tに「マルチアラウンドモニター（バードアイビュー機能付）」としてメーカーオプションで設定。2015年10月での大幅改良ではG/Tの「Safety Package」のセットオプションで「マルチアラウンドモニター（バードアイビュー機能付）」として標準装備。 |
| 三菱・eKワゴン                               | B11W☆●♦︎       | デイズの共同開発車だが製造事業者は三菱名義。 2015年10月の大幅改良でG/Tの「Safety Package」のセットオプションで「マルチアラウンドモニター（バードアイビュー機能付）」として標準装備。 |
| デイズルークス                               | BA0☆●♦︎ (B21A) | 三菱自動車・eKスペース（初代）にも搭載。 |
| 三菱・eKスペース                             | B11A☆♦︎        | デイズルークス/デイズルークス ハイウェイスターの共同開発車だが製造事業者は三菱名義。 「マルチアラウンドモニター（バードアイビュー機能付）」としてメーカーオプションで設定。 |
| 三菱・ekスペースカスタム                     | B11A☆♦︎        | デイズルークス/デイズルークス ハイウェイスターの共同開発車だが製造事業者は三菱名義。 「マルチアラウンドモニター（バードアイビュー機能付）」としてメーカーオプションで設定。 |

## 他社の類似装備
ルノー・日産・三菱自動車アライアンス内
- 「マルチアラウンドモニター」（三菱自動車工業）については前述。
- 「AVM」（ルノーサムスン・SM7）

その他
- 「パノラミックビューモニターシステム」（トヨタ）
- 「マルチビューカメラシステム」（本田技研工業）
- 「全方位モニター」（スズキ）※日産OEM時代のランディでは本装備をこの名称で設定していた時期がある。（前述）
- 「パノラマモニター」（ダイハツ）
- 「360°ビュー・モニター」（マツダ）
- 「デジタルマルチビューモニター」（SUBARU）
- 「アラウンドビューモニタリングシステム」（現代自動車・起亜自動車）
- 「サラウンドビュー」（BMW）
- 「サラウンドビューモニター」（アウディ）
- 「イーグルビュー」（M7ターボなどラクスジェン各車）
- 「サラウンドアイ」（フォルクスワーゲン・ゴルフ）※クラリオンと共同開発